# Studentský kroužek Endre Adyho
Studentský kroužek Endre Adyho (maďarsky Ady Endre Diákkör, zkráceně AED) je studentským sdružením maďarských vysokoškolských studentů studujících v Praze. Je členem sítě Diákhálózat, která spojuje maďarské studentské kroužky v Česku (2) na Slovensku (4) a Maďarsku (1). V roce 2009 měl okolo 200 členů. Spolek je podporován Svazem Maďarů žijících v českých zemích.

## Historie
První maďarský studentský spolek v Praze existoval od roku 1921 pod názvem Szent György Kör (Kroužek svatého Jiří).
AED byl založen roku 1957, je tak o několik let starším bratrem brněnskému KAFEDIKu. 
V roce 2012 oslavil AED své jubilejní 55. výročí. Téhož roku na pražských vysokých školách studovalo kolem 400 až 500 slovenských Maďarů.

## Předsedové
Vedení Studentského kroužku Endre Adyho tvoří předseda a tři místopředsedové.
- Levente Varga (1957)
- József Reiter (1957)
- István Bajnok (1962)
- Árpád Duka-Zólyomi (1965)
- Endre Futó (1967)
- Tihamér Lacza (1969)
- Tibor Kovács (1970)
- Zoltán Balassa (1970)
- István Nátek (1970)
- Béla Szaló (1971)
- Imre Molnár (1973)
- László Merva (1974)
- Lívia Salamon (1976)
- János Simon (1978)
- Lajos Seres (1980)
- Ferenc Balázs (1982)
- Miklós Lencsés (1985)
- Miklós Berta (1987)
- Ádám Badin (1988)
- Csaba Belák (1989)
- Gábor Tari (1991)
- Attila Belák (1993
- Gábor Pásztó (1994)
- Károly Sülye (1995)
- Gábor Puhalla (1996)
- László Horkay (1998)
- Tamás Ficzere (1999)
- Zoltán Száraz (2000)
- Zoltán Héder (2002)
- Zsolt Tánczos (2005)
- Örs Orosz (2007)
- Gábor Csémi (2008)
- Károly Hostomský (2009)
- Gábor Pathó (2010)